# 國道12號 (日本)
國道12號（日语：／ Kokudō Jūni-gō）是由北海道札幌市至北海道旭川市的一般國道。全線與道央自動車道並走。
美唄市光珠内鐵道陸橋 - 瀧川市國道38號交差點間29.2km是日本最長的直線道路。

## 概要
- 陸上距離：135.7km
- 起點：北海道札幌市中央區北1条西3丁目3番9（北1条西3丁目交點＝國道36號・國道230號起點）
- 終點
  - 並道：北海道旭川市4条通8丁目1703-5（4条通8丁目交點＝國道39號起點）[3]
  - 旭川新道：北海道旭川市永山2条13丁目43番3（＝國道39號交點）
- 主要經由地：江別市 岩見澤市 三笠市 美唄市 奈井江町 砂川市 瀧川市 深川市
- 指定區間：全線

## 所管
- 札幌開發建設部
  - 札幌道路事務所：札幌市中央區北1条西3丁目（北1西3起點） - 江別市元野幌
  - 岩見澤道路事務所：江別市元野幌 - 奈井江町・砂川市界
  - 瀧川道路事務所：奈井江町・砂川市界 - 瀧川市・深川市界
  - 深川道路事務所：瀧川市・深川市界 - 深川市・旭川市界
- 旭川開發建設部
  - 旭川道路事務所：深川市・旭川市界 - 旭川市4条通8丁目（4条通7丁目・4条通8丁目終點）旭川市永山2条13丁目（永山2条12丁目・永山3条13丁目終點）

## 重複區間
- 江別市王子（王子交點） - 江別市江別太（江別太交點）：國道337號

## 通過市町村
- 北海道
  - 石狩支廳
    - 札幌市（中央區 - 白石區 - 厚別區） - 江別市

  - 空知支廳
    - 岩見澤市 - 三笠市 - 美唄市 - 空知郡奈井江町 - 砂川市 - 瀧川市 - 深川市

  - 上川支廳
    - 旭川市

## 接續路線
- 石狩支廳
  - 國道36號・國道230號・北海道道18號札幌停車場線：札幌市中央區北1条西3丁目（北1西3起點）
  - 國道5號：札幌市中央區北1条（北1西1・大通東1交點：創成川）
  - 北海道道3號札幌夕張線：札幌市中央區大通東7丁目（大通東7交點）
  - 國道275號：札幌市中央區北1条東13丁目（北1東13交點）
  - 北海道道89號札幌環狀線：札幌市白石區白石中央1条7丁目（白石中央1-7交點）
  - 北海道道368號白石停車場線：札幌市白石區
  - 北海道道453號西野白石線：札幌市白石區本通13丁目南（白石本通13南交點）
  - 國道274號：札幌市厚別區大谷地東1丁目
  - 北海道道325號厚別停車場線：札幌市厚別區厚別中央2条2丁目（厚別中央2-2交點）
  - 北海道道1138號厚別平岡線：札幌市厚別區厚別中央2条5丁目（厚別中央3-5交點）
  - 北海道道1005號野幌總合運動公園線：江別市野幌松並町（野幌松並町交點）
  - 北海道道46號江別惠庭線・北海道道626號東雁来江別線・北海道道370號野幌停車場線：江別市野幌町（野幌町交點）
  - 北海道道46號江別惠庭線・北海道道110號江別INTER線：江別市高砂町（高砂町交點）　→　江別西IC - 道央自動車道
  - 國道337號：江別市王子（王子交點）
  - 北海道道1056號江別長沼線：江別市東光町
  - 國道337號 道央圈連絡道路（美原支道）：江別市江別太（江別太交點）

- 空知支廳
  - 北海道道340號栗丘幌向停車場線・北海道道1121號月形幌向線：岩見澤市幌向南1条1丁目（幌向南1-1交點）
  - 北海道道728號中幌向栗澤線：岩見澤市上幌向（上幌向交點）
  - 北海道道81號岩見澤石狩線：岩見澤市上幌向南1条6丁目
  - 北海道道6號岩見澤月形線：岩見澤市大和2条9丁目（大和2-9交點）
  - 北海道道1139號栗澤工業團地大和線：岩見澤市大和4条8丁目（大和4-8交點）
  - 國道234號・北海道道687號美唄達布岩見澤線：岩見澤市並木町（10条西10交差點）　→　岩見澤IC - 道央自動車道
  - 北海道道789號上志文四条東線：岩見澤市10条西1丁目（10条中央交點）
  - 北海道道960號寶水岩見澤線：岩見澤市6条東14丁目（6条東14・7条東14交點）
  - 北海道道917號岩見澤桂澤線：岩見澤市5条東14丁目（5条東14交點）
  - 北海道道201號岩見澤停車場線：岩見澤市5条東15丁目（5条東15交點）
  - 北海道道116號岩見澤三笠線：岩見澤市岡山町（岡山交點：三笠入口）　→　三笠IC - 道央自動車道
  - 北海道道30號三笠栗山線：三笠市岡山（岡山交點：道之站三笠）
  - 北海道道275號月形峰延線：美唄市峰延町本町（峰延町本町交點）
  - 北海道道1140號美唄三笠線：美唄市峰延町本町（峰延町本町交點：峰延站前）
  - 北海道道33號美唄月形線：美唄市大通東1条南3丁目（大通東1南3交點）
  - 北海道道1131號美唄停車場線：美唄市大通西1条南2丁目（大通西1南2交點：美唄站西口）
  - 北海道道135號美唄富良野線：美唄市大通西1条北5丁目（西1北5交點）　→　美唄IC - 道央自動車道
  - 北海道道979號開發茶志内線：美唄市茶志内町2區（茶志内町2區交點）
  - 北海道道139號江別奈井江線：空知郡奈井江町本町8區（奈井江15號交點）
  - 北海道道529號東奈井江奈井江停車場線：本町5區空知郡奈井江町
  - 北海道道529號東奈井江奈井江停車場線：空知郡奈井江町本町4區（奈井江14號交點）
  - 北海道道114號赤平奈井江線：空知郡奈井江町大和6區（奈井江9號線交點）　→　奈井江砂川IC - 道央自動車道
  - 北海道道115號芦別砂川線：砂川市東1条南5丁目（東1南5交點）
  - 北海道道322號砂川停車場線：砂川市西1条北2丁目（西1北2交點）
  - 北海道道283號砂川新十津川線・北海道道627號文珠砂川線：砂川市西1条北10丁目（西1北10交點）
  - 北海道道1027號砂川歌志内線：砂川市西1条北22丁目（西1北22交點）
  - 國道12號 瀧川支道：砂川市空知太西1条7丁目
  - （並道區間）
    - 北海道道227號赤平瀧川線：砂川市空知太西6条7丁目（空知太西6-7交點）
    - 國道451號 瀧新支道：瀧川市新町3丁目（新町3交點）
    - 北海道道203號瀧川停車場線：瀧川市榮町1丁目（榮町1-6交點）
    - 國道38號・國道451號：瀧川市大町1丁目（榮町2交點）

  - （瀧川支道區間）
    - 國道38號：瀧川市新町6丁目　→　瀧川IC - 道央自動車道
    - 北海道道776號北瀧之川東瀧川停車場線：瀧川市北瀧之川

  - 國道12號 瀧川支道：瀧川市瀧之川町西4丁目（瀧之川町西4交點）
  - 北海道道279號江部乙雨龍線・北海道道564號江部乙赤平線：瀧川市江部乙町東11丁目（江部乙東11交點）
  - 北海道道323號江部乙停車場線：瀧川市江部乙町西12丁目
  - 北海道道94號増毛稲田線：深川市音江町稲田（稲田交點）
  - 國道233號・北海道道79號深川豐里線：深川市音江町廣里（音江町1丁目7・音江町廣里交點）　→　深川IC - 道央自動車道
  - 北海道道916號湯内内園線深川市音江町内園（内園交點）

- 上川支廳
  - 北海道道4號旭川芦別線：旭川市神居町神居古潭
  - 北海道道57號旭川深川線：旭川市神居町神居古潭（神居古潭交點）
  - 國道12號 旭川新道：旭川市台場2条6丁目（台場2条6丁目交點）
  - （並道區間）
    - 北海道道937號上雨紛台場線：旭川市神居町台場
    - 北海道道90號旭川環狀線：旭川市忠和4条8丁目（神居2条1丁目・忠和4条8丁目・忠和5条8丁目交點）
    - 國道237號：旭川市4条通2丁目（4条通1丁目・4条通2丁目交點）
    - 國道40號：旭川市4条通6丁目（4条通6丁目・4条通7丁目交點）
    - 國道39號：旭川市4条通8丁目（4条通7丁目・4条通8丁目終點）

  - （旭川新道區間）
    - 北海道道90號旭川環狀線・北海道道98號旭川多度志線：旭川市忠和4条2丁目（忠和4条1丁目・忠和4条2丁目交點）
    - 北海道道1124號近文停車場綠町線：旭川市綠町25丁目（綠町25丁目・旭岡4丁目交點）
    - 北海道道146號旭川鷹栖INTER線：旭川市旭岡5丁目　→　旭川鷹栖IC - 道央自動車道
    - 北海道道72號旭川幌加内線：旭川市近文5線3號
    - 北海道道90號旭川環狀線：旭川市末廣7条4丁目（末廣7条3丁目・末廣7条4丁目交點）
    - 北海道道251號雨龍旭川線：旭川市末廣6条11丁目（末廣6条11丁目・末廣6条12丁目交點）
    - 國道40號：旭川市末廣1条12丁目（末廣1条13丁目・末廣東1条12丁目交點）
    - 北海道道761號北旭川停車場永山線：旭川市永山町7丁目（永山町6丁目・永山町7丁目交點）
    - 國道39號：旭川市永山2条13丁目（永山2条12丁目・永山3条13丁目終點）

## 別名
- 北1条雁来通（札幌市内）
- 白石本通(札幌市内)
- 札幌江別通（札幌市 - 江別市）
- 中央國道
- 神居國道
- 台場4条通（旭川市内）

## 外部連結
- 北海道開發局**札幌開發建設部
  - （页面存档备份，存于）
- 北海道美唄市から始まる日本一長い直線道